# Phaseolinae
Phaseoleae je podtribus mahunarki, dio tribusa Phaseoleae
Postoji 26 rodova, tipični je i najpoznatiji Phaseolus (grah).

## Rodovi
1. Sphenostylis E. Mey. (8 spp.)
2. Nesphostylis Verdc. (4 spp.)
3. Alistilus N. E. Br. (3 spp.)
4. Austrodolichos Verdc. (1 sp.)
5. Wajira Thulin (5 spp.)
6. Macrotyloma (Wight & Arn.) Verdc. (24 spp.)
7. Dolichos L. (69 spp.)
8. Dipogon Liebm. (1 sp.)
9. Lablab Adans. (1 sp.)
10. Spathionema Taub. (1 sp.)
11. Physostigma Balf. (5 spp.)
12. Vatovaea Chiov. apud Chiarugi (1 sp.)
13. Vigna Savi (111 spp.)
14. Oxyrhynchus Brandegee (4 spp.)
15. Phaseolus L. (84 spp.)
16. Ramirezella Rose (8 spp.)
17. Condylostylis Piper (2 spp.)
18. Ancistrotropis A. Delgado (6 spp.)
19. Sigmoidotropis (Piper) A. Delgado (9 spp.)
20. Helicotropis A. Delgado (4 spp.)
21. Leptospron (Benth. & Hook. fil.) A. Delgado (2 spp.)
22. Macroptilium (Benth.) Urb. (22 spp.)
23. Dolichopsis Hassl. (2 spp.)
24. Mysanthus G. P. Lewis & A. Delgado (1 sp.)
25. Oryxis A. Delgado & G. P. Lewis (1 sp.)
26. Strophostyles Elliott (3 spp.)